# Prove di efficienza operativa
Le prove di efficienza operativa sono prove di efficienza fisica, con cui nelle forze armate italiane i singoli militari possono verificare la propria prestanza fisica in quanto a resistenza, forza ed agilità in rapporto alla propria età.

## Caratteristiche
A tale scopo sono definite da ogni forza armata delle discipline pertinenti ed i requisiti minimi nazionali per fascia di età. Si tratta di prove sportive di livello espressamente non agonistico, volte secondo la direttiva dello stato maggiore della difesa SMD-FORM-003 al mantenimento della propria efficienza fisica ed al miglioramento della condizione atletica.

## Requisiti minimi ed analisi
La valutazione delle prestazioni fisiche si basa in genere su parametri obiettivi come la potenza (forza) ed il consumo massimo d'ossigeno (resistenza). Per fissare requisiti minimi per la valutazione dell'efficienza operativa vengono prese in considerazione l'età anagrafica e le medie statistiche registrate. Ad esempio nel rapporto Optimizing Operational Physical Fitness della NATO vengono definiti i requisiti minimi in base alle prestazioni del 90 % degli esaminati per corpi speciali. Negli Stati Uniti d'America ma anche per il brevetto sportivo francese le prestazioni sono valutate in base ad un sistema di punteggi per ogni prova. Per l'assegnazione del brevetto sportivo francese si distinguono solo due fasce d'età (sopra e sotto i 35 anni). In Italia vengono invece stabiliti requisiti minimi per le singole prove e si considerano anche le fasce al disopra dei 35 anni. La seguente tabella mostra i requisiti minimi nazionali validi nell'Esercito Italiano:
| Fascia d'età                              | 18-28         | 29-35         | 36-40         | 41-45    | 46-50         | 51-55                | 56-60                | ≥ 61                  |
| ----------------------------------------- | ------------- | ------------- | ------------- | -------- | ------------- | -------------------- | -------------------- | --------------------- |
| Corsa 3000 m                              | ≤ 16 min 30 s | ≤ 17 min 15 s | ≤ 17 min 40 s | ≤ 19 min | ≤ 20 min      | ≤ 10 min (1500 m)    | ≤ 12 min (1500 m)    | ≤ 15 min (1500 m)     |
| Corsa 2000 m                              | ≤ 10 min      | ≤ 10 min 30 s | ≤ 11 min      | ≤ 12 min | ≤ 14 min 30 s | ≤ 6 min (1000 m)     | ≤ 7 min (1000 m)     | ≤ 7 min 15 s (1000 m) |
| Marcia 15 km                              | ≤ 2h 45 min   | ≤ 2 h 50 min  | ≤ 2 h 55 min  | ≤ 3 h    | ≤ 3 h 10 min  | ≤ 2 h 10 min (10 km) | ≤ 2 h 20 min (10 km) | ≤ 2 h 30 min (10 km)  |
| Piegamenti sulle braccia (entro 2 minuti) | ≥ 20          | ≥ 18          | ≥ 16          | ≥ 14     | ≥ 12          | ≥ 10                 | ≥ 9                  | ≥ 8                   |
| Addominali (entro 2 minuti)               | ≥ 30          | ≥ 27          | ≥ 24          | ≥ 21     | ≥ 18          | ≥ 15                 | ≥ 10                 | ≥ 8                   |
| Salto in alto (3 tentativi)               | ≥ 1,20 m      | ≥ 1,15 m      | ≥ 1,10 m      | ≥ 1,05 m | ≥ 1,00 m      | -                    | -                    | -                     |
| Salto in lungo                            | ≥ 3,90 m      | ≥ 3,75 m      | ≥ 3,50 m      | ≥ 3,25 m | ≥ 3,00 m      | -                    | -                    | -                     |

Nel 2014 un confronto con i criteri previsti per la  della Federazione Italiana di Atletica Leggera per la partecipazione ad eventi agonistici volti espressamente a favorire una partecipazione "ampia ma qualificata" (salto in alto minimo 2,28 m; salto in lungo minimo 7,95 m) dimostra l'accessibilità delle prove di efficienza fisica ad un vasto pubblico.
Un confronto diretto con sistemi di altri Stati del mondo per la valutazione di prove non agonistiche ma di semplice prestanza fisica come richiesto per le forze armate è possibile solo in forma limitata. Nel sistema della NATO ad esempio per le prove di forza si richiede un minimo di 19 trazioni alla sbarra, 36 piegamenti sulle braccia e 22 addominali (sit-up). In Italia viene definito un tempo massimo, ad esempio 3 trazioni alla sbarra in 2 minuti (Carabinieri). Nel brevetto sportivo francese si verifica la resistenza fisica nella prova della corsa misurando la distanza percorsa entro un tempo fisso di 12 minuti. Anche in questo caso non è possibile un confronto diretto, ma la prestazione minima italiana sui 2000 m corrisponde ad un punteggio medio nel brevetto sportivo francese.

## Prove specifiche per Forza Armata/Arma dei Carabinieri
Le discipline per ogni prova di resistenza, forza ed agilità variano in parte a seconda della forza armata. Variano anche gli intervalli per le fasce d'età. Nell'Arma dei Carabinieri vengono definiti oltre ai requisiti minimi anche dei requisiti superiori, che comportano un maggiore punteggio. Inoltre vengono definiti requisiti specifici per il genere femminile. Le prove di efficienza fisica delle varie Armi non sono quindi paragonabili in tutti i casi.
Le discipline comuni a tutte e quattro le forze armate sono la corsa sulla distanza piana di 3000 m ovvero 2000 m per la prova di resistenza fisica ed i piegamenti sulle braccia per la prova di forza. Nella Marina però si può effettuare la prova di resistenza nella disciplina del nuoto con stile libero sulla distanza di 200 m. Nell'esercito la prova di resistenza prevede anche la disciplina della marcia sui 15 km. Sia nell'Esercito che nell'Aeronautica Militare la forza fisica viene verificata oltre che con i piegamenti anche con la prova degli addominali, l'agilità con le prove di salto in alto o di salto in lungo.
| Prova      | Esercito                            | Marina                     | Aeronautica            | Carabinieri                      |
| ---------- | ----------------------------------- | -------------------------- | ---------------------- | -------------------------------- |
| Resistenza | corsa 3000 m (2000 m), marcia 10 km | corsa 2000 m o nuoto 200 m | corsa 2000 m           | corsa 1000 m                     |
| Forza      | piegamenti, addominali              | piegamenti, addominali     | piegamenti, addominali | piegamenti, trazioni alla sbarra |
| Agilità    | salto in alto o in lungo            | salto in alto o lungo      | -                      | salto in alto                    |

## Prove di efficienza fisica nelle forze di polizia

### Guardia di Finanza
| Prova      | Esercizio                                     | Numero minimo di ripetizioni per l'idoneità |
| ---------- | --------------------------------------------- | ------------------------------------------- |
| Resistenza | corsa piana 1000m                             | 3'50''                                      |
| Forza      | piegamenti sulle braccia/trazioni alla sbarra | 15 piegamenti/2 trazioni                    |
| Agilità    | salto in alto                                 | 120cm                                       |

### Polizia di Stato
| Prova      | Esercizio                                     | Numero minimo di ripetizioni per l'idoneità |
| ---------- | --------------------------------------------- | ------------------------------------------- |
| Resistenza | corsa piana 1000m                             | 3'50''                                      |
| Forza      | piegamenti sulle braccia/trazioni alla sbarra | 15 piegamenti/2 trazioni                    |
| Agilità    | salto in alto                                 | 130cm                                       |

### Polizia penitenziaria
| Prova      | Esercizio                                     | Numero minimo di ripetizioni per l'idoneità |
| ---------- | --------------------------------------------- | ------------------------------------------- |
| Resistenza | corsa piana 1000m                             | 3'50''                                      |
| Forza      | piegamenti sulle braccia/trazioni alla sbarra | 15 piegamenti/2 trazioni                    |
| Agilità    | salto in alto                                 | 120cm                                       |

### Polizia locale (municipale e provinciale)
Dal 2019 gli enti locali che reclutano poliziotti hanno introdotto prove fisiche, tuttavia rimane a discrezione dell'ente l'aggiunta di tali prove. Qui di sotto esempi riportati da più bandi di concorso dove erano previste prove fisiche
| Prova      | Esercizio                                                           | Numero minimo di ripetizioni per l'idoneità |
| ---------- | ------------------------------------------------------------------- | ------------------------------------------- |
| Resistenza | corsa piana 1000m/corsa piana 800m                                  | da 5' a 4'                                  |
| Forza      | piegamenti sulle braccia/trazioni alla sbarra (lancio palla medica) | da 10 a 15 piegamenti/ da 2 a 5 trazioni    |
| Agilità    | salto in alto o salto in lungo                                      | da 100cm a 110cm o + di 5m                  |

## Altri sistemi di valutazione
Esistono anche sistemi di valutazione della condizione fisica espressamente dedicati a tutta la popolazione. Il Comitato olimpico nazionale italiano non definisce parametri di valutazione. Negli Stati Uniti d'America invece esiste il brevetto di prestanza fisica (Physical Fitness Award) i cui requisiti minimi però sono fissati solo per i giovani in età scolastica e si differenzia fra brevetto nazionale (National Physical Fitness Award) i cui requisiti (Qualifying Standards) corrispondono al valor medio della popolazione e brevetto presidenziale (Presidential Physical Fitness Award) i cui requisiti corrispondono al 15 % migliore della popolazione (valor medio + deviazione standard). Anche in Germania si trova un brevetto sportivo con parametri di valutazione estesi anche agli adulti, i cui requisiti minimi vengono definiti dal comitato olimpico tedesco.